# Acalolepta punctifrons
Acalolepta punctifrons es una especie de escarabajo longicornio del género Acalolepta, tribu Monochamini, subfamilia Lamiinae. Fue descrita científicamente por Gahan en 1894.
Se distribuye por India, Malasia y Birmania. Mide aproximadamente 15-20 milímetros de longitud.